# Vouzela e Paços de Vilharigues
Vouzela e Paços de Vilharigues (llamada oficialmente União das Freguesias de Vouzela e Paços de Vilharigues) es una freguesia portuguesa del municipio de Vouzela, distrito de Viseo.

## Historia
Fue creada el 28 de enero de 2013 en aplicación de una resolución de la Asamblea de la República de Portugal promulgada el 16 de enero de 2013 con la unión de las freguesias de Paços de Vilharigues y Vouzela, pasando su sede a estar situada en la antigua freguesia de Vouzela.

## Demografía
| Gráfica de evolución demográfica de Vouzela e Paços de Vilharigues entre 2011 y 2021 |
|                                                                                      |
| Datos según el nomenclátor publicado por el INE portugués.                           |